# 波兰军备集团
波兰军备集团（波蘭語：Polska Grupa Zbrojeniowa SA），简称或PGZ SA，是一家在2013年由波兰政府和国内国防企业共同成立的一家国防控股公司，也是波兰国内最大的国防承包商。集团已于2015年3月完成对国内的国有国防企业完成了整合，使集团下属的国防企业达到33家。